# 小弓の庄
小弓の庄（こゆみのしょう）は、愛知県犬山市羽黒古市場53-1にある建築物。
明治40年代に銀行として竣工し、1931年（昭和6年）から民家などとして使われた後、1999年（平成11年）に現在地に移築されてまちづくり拠点施設となった。2013年（平成25年）には旧加茂郡銀行羽黒支店（きゅうかもぐんぎんこうはぐろしてん）として登録有形文化財に登録された。博物館明治村を除く犬山市域に唯一現存する擬洋風建築であり、明治期の地方銀行の特徴をよく残した建築物とされる。

## 歴史

### 銀行時代（明治40年代～1930年）
明治40年代、丹羽郡羽黒村の旧稲置街道（名犬街道、現・愛知県道27号）沿い（現・犬山市羽黒新田上蝉屋地内）に、吉野利左衛門によって加茂郡銀行羽黒支店として建てられた。加茂郡銀行は1910年（明治43年）11月1日に岐阜市に設立された銀行である。なお、1915年（大正4年）時点の羽黒村には加茂郡銀行羽黒支店のほかに小牧銀行羽黒支店もあった。
1923年（大正12年）1月には加茂郡銀行が東濃銀行に改称し、東濃銀行羽黒支店となった。1925年（大正14年）8月には東濃銀行が七十六銀行に合併され、七十六銀行羽黒支店となった。1928年（昭和3年）5月には七十六銀行が大垣共立銀行に合併され、大垣共立銀行羽黒支店となった。なお、羽黒支店は愛知県における唯一の支店であり、大垣共立銀行が愛知県に進出したのはこの時である。
1921年（大正10年）には、岐阜県から地歌舞伎などが上演される芝居小屋の羽黒座が移築され、1943年（昭和18年）に取り壊されるまで存在した。1931年（昭和6年）には名岐鉄道大曽根線（現・名鉄小牧線）羽黒駅が開業して駅前が栄えた。

### 福冨邸時代（1931年～1995年）
1930年（昭和5年）10月15日をもって大垣共立銀行羽黒支店は廃止されたため、1931年（昭和6年）3月には福冨錠一が建物を購入して住居とした。1933年（昭和8年）頃には旧稲置街道の拡幅工事のために、道路から奥まった場所に曳家された。銀行としての竣工時は東向きだったが、曳家の際に南向きに変更されている。
福冨錠一は犬山市議会議長などを務めた人物であるが、農村部の地域医療にはただならぬ思いがあり、昭和病院や愛北病院の設立には福冨の意見が大きかったとされる。1943年（昭和18年）には愛北病院羽黒診療所となり、戦後は福冨家の住居として使用された。

### 移築復元工事
平成時代、所有者である福冨房江は取り壊しを検討していたが、犬山市が建物の取得と移築を計画した。1995年（平成7年）11月6日には建物が犬山市に寄付され、同年11月18日から1996年（平成8年）2月29日にかけて解体保存工事が行われた。
1998年（平成10年）3月24日には犬山市歴史的建造物保存審査会が「地域の文化財として保存活用すべき」という答申を行ったことで、1999年（平成11年）1月25日には移築復元工事に着工し、同年12月21日に復原工事が完了した。復原工事の設計は林廣伸建築事務所、施工は青山建設である。移転先は羽黒駅近くの児童公園があった場所である。

### 小弓の庄（2000年～）
2000年（平成12年）1月30日にはまちづくり拠点施設の小弓の庄の開館式典が開催され、2月1日に供用開始された。名称はこの地域がかつて小弓荘という藤原氏の荘園だったことに因んでいる。かつて羽黒村で採れた竹が弓矢の素材として適していたことが地名の由来になったという説がある。
2001年（平成13年）1月には第8回愛知まちなみ建築賞を受賞した。2002年（平成14年）3月には犬山市都市景観賞を受賞した。2013年（平成25年）3月29日には登録有形文化財に登録された。

## 建築

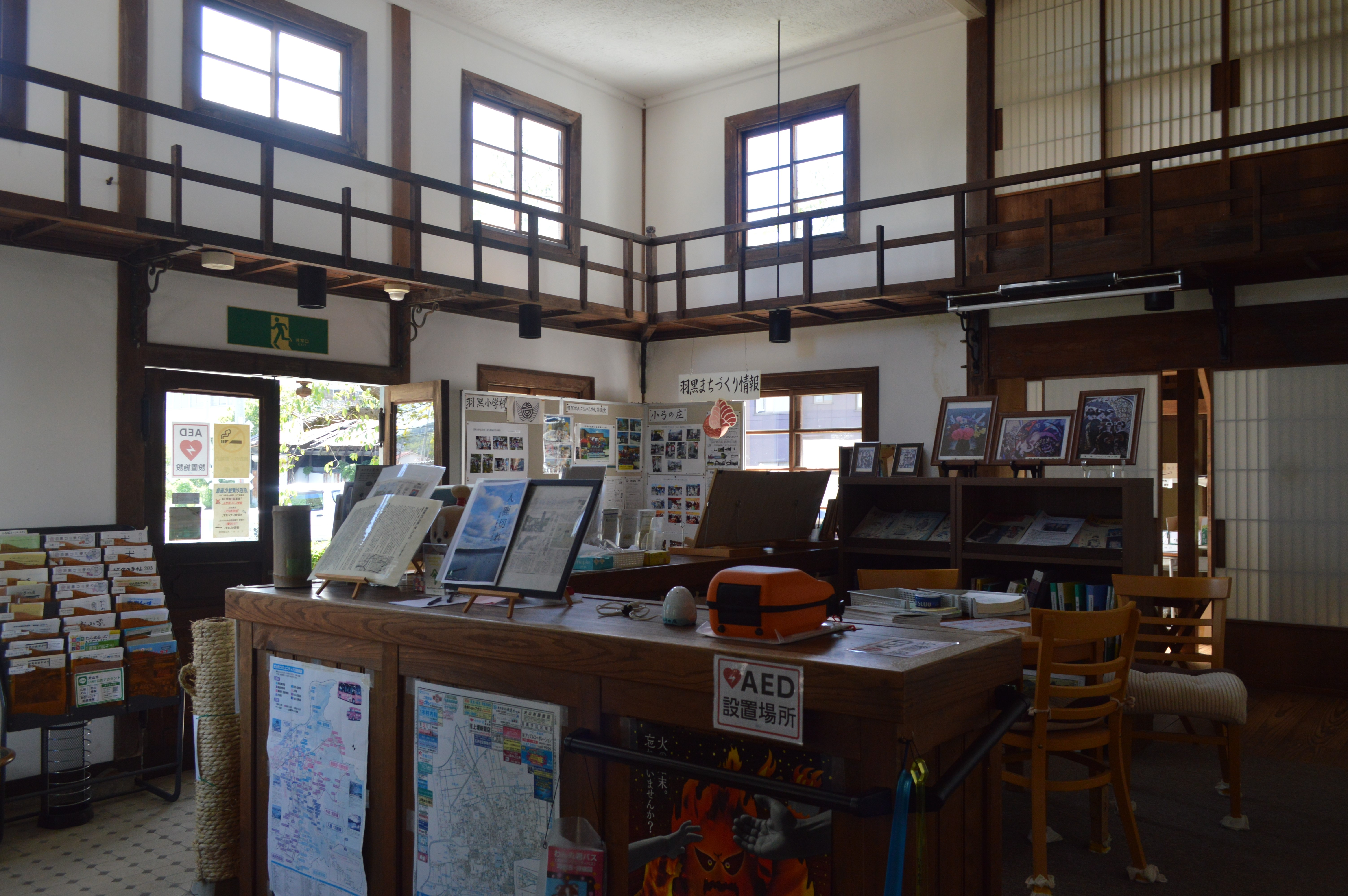
2階に回廊が巡らされている玄関ホールの吹き抜け

木造2階建、寄棟造、桟瓦葺。基本的には和風建築であるものの、随所に洋風の意匠を取り入れた擬洋風建築である。玄関ホールは2階の天井まで吹き抜けとなっており、吹き抜けの上部には回廊が設置されている。2階和室の欄間には銀行らしい彫刻が施されている。
玄関上部には龍が刻まれた鬼瓦が乗り、唐破風の懸魚には鳳凰が刻まれているが、建物奥部の窓には洋風の意匠であるペディメントが付いている。外壁は白漆喰塗仕上げであり、建物の隅部（角石）は石積風洗い出し仕上げとなっている。玄関の北側には「根上がり桜」があり、2013年（平成25年）には犬山市景観重要樹木に指定された。
1階
- 和室1 - 8畳の和室。
- 和室2 - 12畳の和室。
- 展示室 - 21m2の展示コーナー。

2階
- 和室3 - 22畳の和室。

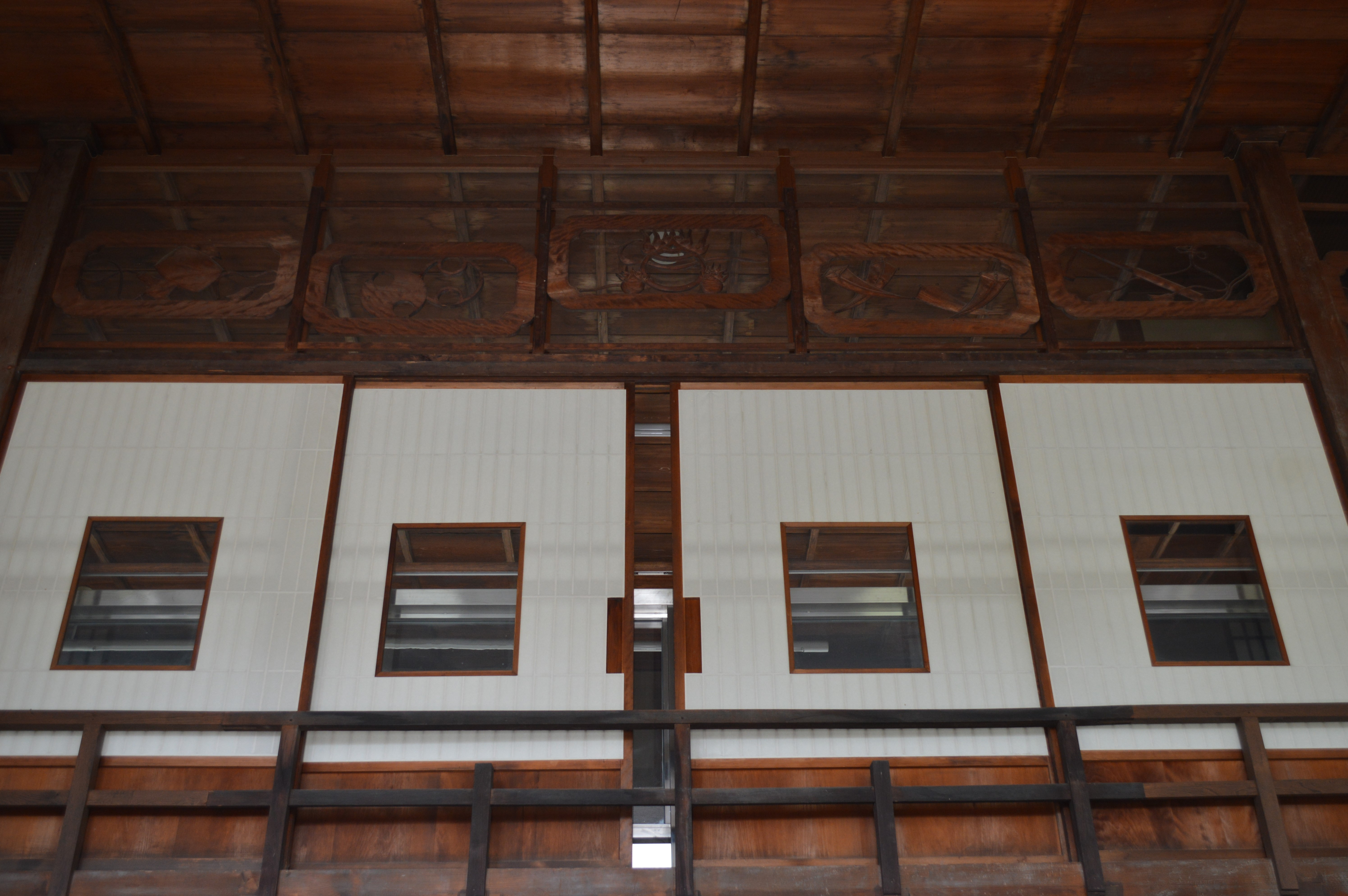
2階の欄間と障子
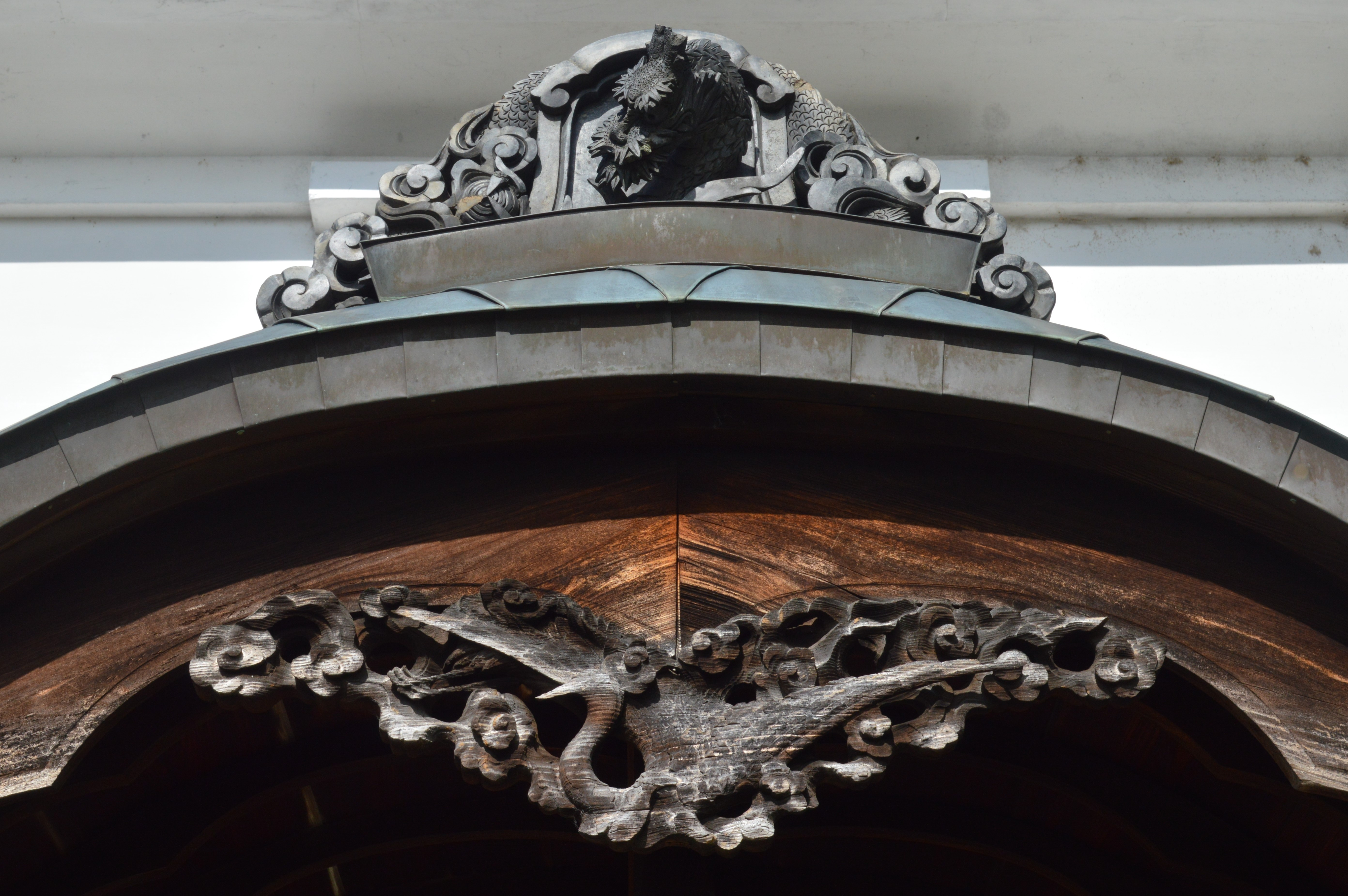
玄関の唐破風
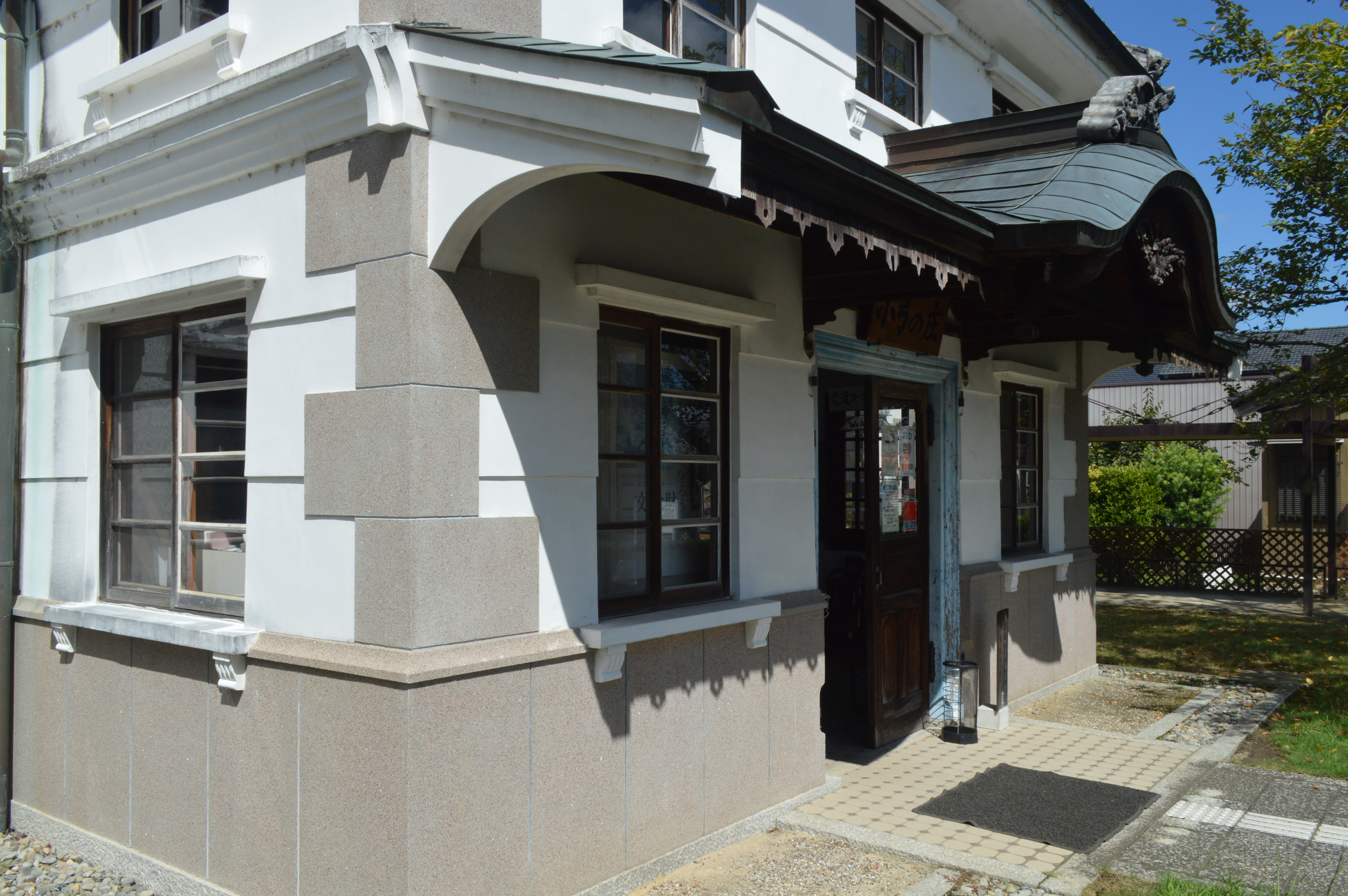
石積風洗い出し仕上げの隅部
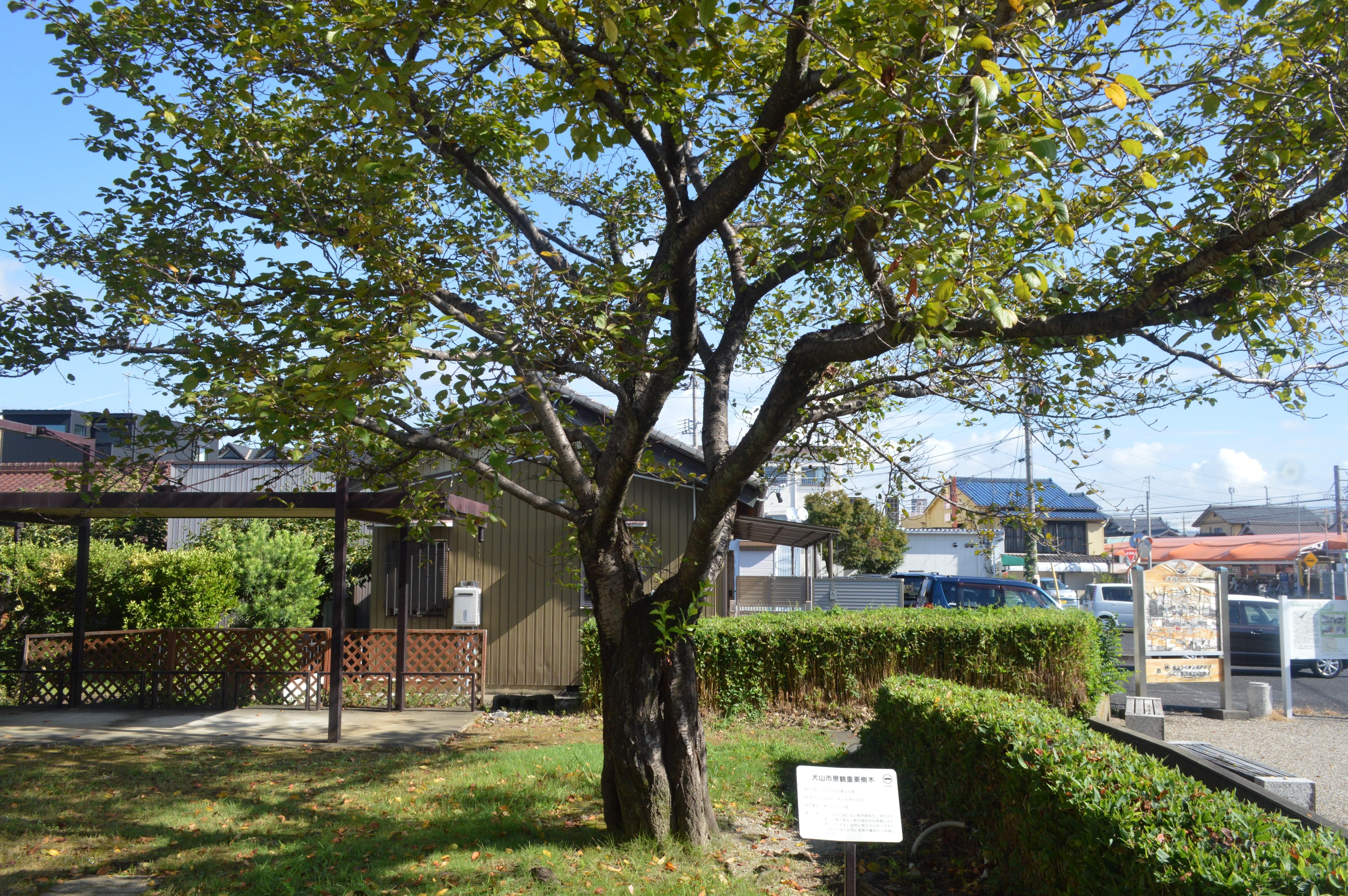
根上がり桜

## 利用案内
開館時間
- 午前9時～午後5時

休館日
- 月曜日、12月28日～1月3日

交通アクセス
- 名鉄小牧線羽黒駅から徒歩3分